# Койтас (Акмолинская область)
Койта́с (до 1997 Слободск ; каз. Қойтас) — село в Ерейментауском районе Акмолинской области Казахстана. Административный центр Койтасского сельского округа. Код КАТО — 114646100.

## География
Село расположено на берегу реки Оленты, в восточной части района, на расстоянии примерно 52 километров (по прямой) к северо-востоку от административного центра района — города Ерейментау.
Абсолютная высота — 259 метров над уровнем моря.
Ближайшие населённые пункты: село Ажы — на северо-востоке. 

## Население
В 1989 году население села составляло 494 человека (из них казахи — 100 %).
В 1999 году население села составляло 424 человека (213 мужчин и 211 женщин). По данным переписи 2009 года, в селе проживало 169 человек (92 мужчины и 77 женщин).А  в 2021 году население и вовсе упало к 67 людям.Сейчас в это деревне проживают около 20± человек.
| Численность населения | Численность населения | Численность населения | Численность населения |
| 1989                  | 1999                  | 2009                  | 2021                  |
| --------------------- | --------------------- | --------------------- | --------------------- |
| 494                   | ↘424                  | ↘169                  | ↘67                   |

## Улицы[5]
- ул. Бейбитшилик
- ул. Достык
- ул. Женис